# Opočno (Lounyi járás)
Opočno település Csehországban, Lounyi járásban. Opočno Jimlín, Lipno és Hřivice településekkel határos. Lakosainak száma 119 fő (2024. január 1.).

## Népesség
A település lakosságának változását az alábbi diagram mutatja:
| Lakosok száma | 292  | 283  | 362  | 238  | 159  | 119  | 126  | 113  | 125  | 119  |
|               | 1869 | 1890 | 1921 | 1950 | 1980 | 2001 | 2017 | 2019 | 2022 | 2024 |